# Cassyma rectilineata
Cassyma rectilineata là một loài bướm đêm trong họ Geometridae.